# Fantastic (serie televisiva)
Fantastic (판타스틱?, PantaseutikLR) è una serie televisiva sudcoreana trasmessa su JTBC dal 2 settembre al 22 ottobre 2016.

## Trama
Racconta le storie di Lee So-hye, una sceneggiatrice di drama di successo che scopre di avere un cancro al seno che le lascia sei mesi di vita, e di Ryu Hae-sung, un famoso attore che non sa recitare.

## Personaggi
- Lee So-hye, interpretata da Kim Hyun-joo
- Ryu Hae-sung, interpretata da Joo Sang-wook
- Baek Sul, interpretata da Park Si-yeon
- Kim Sang-wook, interpretato da Ji Soo
- Hong Jun-gi, interpretato da Kim Tae-hoon
- Choi Jin-sook, interpretata da Kim Jung-nan
- Oh Chang-suk, interpretato da Jo Jae-yoon
- Hong Sang-hwa, interpretata da Yoon Ji-won
- Choi Jin-tae, interpretato da Kim Young-min
- Jo Mi-sun, interpretata da Kim Jae-hwa
- Jamie, interpretata da Jang Joon-yoo

## Ascolti
| Episodio | Data di trasmissione | Dati AGB | Dati TNMS |
| -------- | -------------------- | -------- | --------- |
| 1        | 2 settembre 2016     | 2,237%   | 2,1%      |
| 2        | 3 settembre 2016     | 2,396%   | 2,1%      |
| 3        | 9 settembre 2016     | 2,468%   | 2,0%      |
| 4        | 10 settembre 2016    | 2,360%   | 1,9%      |
| 5        | 16 settembre 2016    | 1,805%   | 1,5%      |
| 6        | 17 settembre 2016    | 2,648%   | 1,9%      |
| 7        | 23 settembre 2016    | 2,396%   | 1,7%      |
| 8        | 24 settembre 2016    | 2,308%   | 1,5%      |
| 9        | 30 settembre 2016    | 2,358%   | 1,6%      |
| 10       | 1 ottobre 2016       | 1,933%   | 1,5%      |
| 11       | 7 ottobre 2016       | 2,638%   | 2,1%      |
| 12       | 8 ottobre 2016       | 2,682%   | 2,0%      |
| 13       | 14 ottobre 2016      | 2,498%   | 1,9%      |
| 14       | 15 ottobre 2016      | 2,135%   | 1,7%      |
| 15       | 21 ottobre 2016      | 2,471%   | 2,1%      |
| 16       | 22 ottobre 2016      | 2,400%   | 2,2%      |

## Colonna sonora
1. Autumn Wind (가을바람) – 2NB
2. Wonderful Day (오늘 같은 날) – Kang Si-hyun
3. When Autumn Comes (어느새 가을) – Crucial Star feat. Hyojung delle Oh My Girl
4. On My Way – Postmen
5. Please Leave Me (떠나가줘) – Suki
6. Common Days (보통의 날들) – O.When
7. To Be Honest (솔직히 말하면) – Yoon Won
8. Someday (썸데이) – Tim
9. Fantastic (판타스틱) – SE O delle Jelly Cookie
10. Here, Take My Heart (자, 여기 내 심장) – Yoon Hyun-sang feat. Lucia
11. Fantastic Star (판타스틱 스타) – Son Ho-young
12. Dirty Devil (음란마귀) – Jo Eun-ae delle Jelly Cookie
13. ROCOROCO MELOMELO'
14. Run To You
15. HyeSung ENT
16. HONG JUN GI
17. FANTASTIC LOVE
18. IZAKAYA
19. GO! GO! CIDER
20. to.NUNASSI
21. Mrs.GOSO
22. One Autumn Night
23. from UYUNI
24. UNIVERSAL BIG STAR